# Капаве-но (Пакашан 150D)
Капаве-но (Пакашан 150D) (англ. Kapawe'no First Nation (Pakashan 150D)) — індіанська резервація в Канаді, у провінції Альберта, у межах муніципального району Біґ-Лейкс.

## Населення
За даними перепису 2016 року, індіанська резервація нараховувала 5 осіб, показавши зростання на 0,0%, порівняно з 2011-м роком. Середня густина населення становила 1,3 осіб/км².

## Клімат
Середня річна температура становить 1,3°C, середня максимальна – 20,9°C, а середня мінімальна – -23,1°C. Середня річна кількість опадів – 440 мм.
| Клімат поселення                              | Клімат поселення | Клімат поселення | Клімат поселення | Клімат поселення | Клімат поселення | Клімат поселення | Клімат поселення | Клімат поселення | Клімат поселення | Клімат поселення | Клімат поселення | Клімат поселення | Клімат поселення |
| Показник                                      | Січ.             | Лют.             | Бер.             | Квіт.            | Трав.            | Черв.            | Лип.             | Серп.            | Вер.             | Жовт.            | Лист.            | Груд.            |                  |
| Середній максимум, °C                         | −9,79            | −5,08            | 0,65             | 10,07            | 16,27            | 20,42            | 20,93            | 19,91            | 14,75            | 9,15             | −1,32            | −8,85            |                  |
| Середня температура, °C                       | −16,44           | −11,74           | −6               | 3,42             | 9,62             | 13,77            | 15,73            | 14,73            | 9,56             | 3,97             | −6,51            | −14,04           |                  |
| Середній мінімум, °C                          | −23,11           | −18,4            | −12,66           | −3,24            | 2,96             | 7,11             | 10,56            | 9,54             | 4,38             | −1,21            | −11,68           | −19,22           |                  |
| Норма опадів, мм                              | 28               | 19               | 18               | 19               | 38               | 82               | 68               | 51               | 42               | 25               | 26               | 24               |                  |
| Середньомісячна швидкість вітру, м/с          | 3.40             | 3.40             | 3.41             | 3.50             | 3.47             | 3.30             | 2.90             | 2.90             | 3.20             | 3.56             | 3.30             | 3.41             |                  |
| Середньомісячна сонячна радіація, кДж/м²·день | 2642             | 5917             | 11314            | 16930            | 20321            | 21779            | 21470            | 17602            | 11621            | 6421             | 2950             | 1818             |                  |
| --------------------------------------------- | ---------------- | ---------------- | ---------------- | ---------------- | ---------------- | ---------------- | ---------------- | ---------------- | ---------------- | ---------------- | ---------------- | ---------------- | ---------------- |
| Джерело:                                      |                  |                  |                  |                  |                  |                  |                  |                  |                  |                  |                  |                  |                  |